# Bourtzwiller
Bourtzwiller est un quartier populaire de Mulhouse qui fut brièvement une commune du Haut-Rhin à part entière entre 1928 et 1947. Il est séparé du reste de la ville par la Doller et l'Ill mais également par l'autoroute A36 à laquelle il n'a paradoxalement aucun accès. Bourtzwiller n'est relié aux autres quartiers de Mulhouse que par le pont de Bourtzwiller qui permet, outre la circulation automobile, cyclable et piétonne, de faire passer depuis 2006 la ligne 1 du tramway de Mulhouse.
Sa partie Est, appelée secteur Brossolette, souffre d'importantes difficultés sociales avec 45,1 % de sa population vivant en 2018 sous le seuil de pauvreté. Ce secteur est classé en zone de sécurité prioritaire en 2012, puis comme quartier de reconquête républicaine en 2020. Il bénéficie également d'aide au renouvellement urbain en tant que quartier prioritaire de la politique de la ville. 
Le quartier est renommé pour sa vie religieuse avec notamment sa megachurch Porte ouverte chrétienne accueillant de vastes rassemblements internationaux du mouvement charismatique évangélique mais également pour ses bâtiments à vocation plus locale comme la mosquée Koba à la construction moderne ou encore l'église catholique Saint-Antoine construite durant l'annexion de l'Alsace-Lorraine par l'empire allemand.

## Géographie

### Localisation
Bourtzwiller est le quartier le plus au nord de Mulhouse, ainsi qu'un des plus vastes. Il est séparé du reste de la ville au sud par l'Ill, la Doller et l'autoroute A36, et est limitrophe des communes de Pfastatt à l'ouest, Kingersheim au nord et Illzach à l'est.
|          | Kingersheim                             |         |
| Pfastatt | du quartier de Bourtzwiller             | Illzach |
|          | Mulhouse quartiers Doller et Péricentre |         |

### Organisation géographique
Le quartier présente aujourd'hui un paysage urbain très contrasté :
- à l'ouest et au nord, l'habitat résidentiel historique composé essentiellement de pavillons et de petits immeubles forme une continuité avec les communes limitrophes.
- au centre et au sud, un axe industriel et commerçant, constitué essentiellement de maisons de ville, et irrigué par la ligne no 1 du tramway est en lien direct avec le centre-ville.
- à l'est, l'habitat résidentiel collectif typique des années 1950 à 1970, et communément appelé BZ pour Bourtzwiller, souffre d'enclavement : à l'est une voie rapide le sépare de la commune limitrophe d'Illzach, au sud un cours d'eau et une autoroute le séparent du reste de Mulhouse.

## Urbanisme

### Voies de communication et transports
La croissance de la population dans la deuxième moitié du XIXe siècle rend nécessaire dès cette époque le développement des transports en commun. Une ligne de tramways à vapeur gérée par la Société des tramways de Mulhouse et reliant le pont de Bourtzwiller à la Porte-Jeune est mise en service le 1er mars 1883. La ligne est prolongée le long de l’actuelle rue de la République jusqu’au pied de la colline du Hohle Berg en novembre 1889. L’effondrement du pont de Bourtwiller en novembre 1895 entraîne l’interruption du service jusqu’en 1898. Dans l’intervalle le tracé est également modifié : après le pont, le tramway suit l’actuelle rue de Soultz pour desservir les usines longeant celle-ci puis se dirige vers Pfafstatt par la rue de Dunkerque. La ligne est électrifiée à partir de 1900.

## Toponymie
Le nom du quartier est formé par l’accolement du nom de famille du fondateur Sébastien Burz et de Willer. Au XIXe siècle, les habitants du hameau sont surnommées les Bachsteiklatcher, « manipulateurs de briques », et Leimaknater, « modeleurs de terre glaise », du fait que la plupart travaillent dans des tuileries et briqueteries. 

## Histoire

### Antiquité et Moyen Âge
Dans l’Antiquité, le territoire de Bourtzwiller est traversé par une route secondaire desservant Uruncis à partir de la voie romaine reliant Vesontio à Brisiacum. Des tombes franques attestent d’une occupation dispersée du territoire entre les VIe et VIIe siècles, mais les lieux semblent avoir été par la suite désertés et recouverts par la forêt. Au Moyen Âge, Illzach appartient aux comtes de Wurtemberg, qui en vendent la majeure partie en 1437 à la République de Mulhouse. En 1641, celle-ci achète aux Schoenau le domaine du Kilchholtz et possède ainsi la plupart des terres correspond au territoire moderne de Bourtzwiller.

### Naissance du hameau
En 1775, Sébastien Burz, membre d’une famille de notables de Pfastatt, obtient du seigneur de Pfastatt, Désiré-Sébastien zu Rhein, l’autorisation de construire une tuilerie sur son territoire, à la frontière avec le ban d’Illzach. Les bâtiments sont construits dans les années suivantes à l’endroit appelé ultérieurement « Les Tuileries » et l’exploitation débute en 1779. La tuilerie est d’abord isolée, mais les ouvriers et leurs familles construisent rapidement des habitations aux alentours, donnant naissance à un petit hameau. Lorsque la République de Mulhouse est rattachée à la France en 1798, Illzach en est séparée et devient une commune indépendante.
La tuilerie Burz cesse son activité et est rasée en 1852. Peu après, Antoine Tranzer fonde à peu de distance une briqueterie. Le hameau se développe et s’industrialise dans la deuxième moitié du XIXe siècle : tandis que les Tranzer développent leur activité, des usines textiles et d’équarrissage s’installent à proximité. Cela entraîne un accroissement considérable de la population et le développement des services et transports.
Le hameau souffre néanmoins des conflits de cette période. Pendant la guerre de 1870, l’armée prussienne établit en octobre 1870 son camp dans le hameau, dont la population souffre des exactions des soldats. Pendant la Première Guerre mondiale, le hameau est située directement sur la ligne de front en août 1914. De violents combats y ont lieu le 9 août, mais la situation se détériore surtout quelques jours plus tard. Dans la nuit du 14 au 15 août, un détachement du 119e régiment d’infanterie badois confond une autre unité allemande, des dragons, avec les Français et un soldat allemand est tué dans l’échange de tir fratricide. Afin d’éviter de perdre la face et de faire face à des sanctions, les officiers allemands accusent alors les habitants du hameau d’avoir tiré sur leurs soldats. Celui-ci est alors incendié, six habitants sont assassinés et soixante-dix-huit autres emprisonnés.

### Création de la commune
Le développement industriel et l’augmentation de population qui l’accompagne tend peu à peu les relations avec la municipalité d’Illzach, dont dépend toujours Bourtzwiller. Celle-ci compte en effet en 1920 davantage d’habitants que tout le reste de la commune, mais ne dispose que de sept représentants sur vingt au conseil municipal, ce qui fait que la majorité de la population se voit imposer les décisions d’une minorité. Finalement, la pression des industriels, notamment Manulaine, eux aussi lésés par la situation, amène le préfet à créer une commission d’étude sur cette question en mai 1925. Les négociations sont longues, Illzach essayant de garder les meilleures terre et Mulhouse essayant de profiter de l’occasion pour absorber Bourtzwiller.
La séparation est finalement actée par décret présidentiel le 24 mai 1928, avec effet rétroactif au 1er janvier 1928. Une délégation spéciale administre la nouvelle commune jusqu’aux élections qui ont lieu le 28 octobre et le 4 novembre 1928 et voit la victoire de la liste bourgeoise des cadres industriels. Des conflits avec Illzach autour du partage des propriétés communales indivises subsistent toutefois pendant encore une dizaine d’années.

### Seconde Guerre mondiale
Le village est occupé par les Allemands à partir du 18 juin 1940. L’Alsace étant annexée de fait, les mêmes règles qu’en Allemagne sont rapidement mises en place : les toponymes et patronymes sont germanisés, les « indésirables » expulsés, les associations considérées comme trop françaises ou faisant concurrence à celles parrainées par le régime, comme l’UNC ou l’association de gymnastique, sont interdites, les instituteurs et fonctionnaires remplacés par des Allemands. Le 1er août 1941, la commune est supprimée et rattachée à Mulhouse. À partir du mois d’octobre se met en place l’enrôlement de force des hommes dans la Wehrmacht et la SS. La résistance s’organise autour de la Septième colonne, fondée le 1er septembre 1940 dans la commune. L’un de ses chefs est Paul Winter, directeur du tissage de Bourtwiller, qui trompe les Allemands en faisant de son entreprise une usine modèle selon les préceptes du national-socialisme. Un groupe local de FFI est également formé en février 1943.
Les Français entrent dans Bourtzwiller le 23 novembre 1944, mais doivent se replier de l’autre côté de la Doller le lendemain en raison d’une contre-attaque allemande et détruisent le pont derrière eux. Dès lors, Bourtzwiller se trouve directement sur la ligne de front et est fortifiée par les Allemands, tandis que l’artillerie française bombarde régulièrement la ville, notamment l’église, dont le clocher sert de post d’observation. La statu quo persiste jusqu’au 20 janvier 1945 : après un barrage d’artillerie d’une heure, les Français franchissent la Doller. Les Allemands, retranchés dans les usines et les maisons, résistent jusque dans l’après-midi dans la partie sud de la commune et la partie nord n’est entièrement libérée que le lendemain.
La commune sort de la guerre en grande partie détruite, trente-quatre habitants ont été tués dans les bombardements, s’ajoutant au neuf autres assassinés pendant l’occupation. En outre, sur les deux cent seize enrôlés de force, cinquante-huit sont morts ou disparus.

### Rattachement à Mulhouse
L’ordonnance du 21 avril 1944 prévoit l’annulation de toute fusion ou modification des limites communales effectuée pendant l’occupation. L’intégration de Bourtzwiller à Mulhouse est donc annulée sur le plan administratif à la libération. La question de la pertinence de maintenir une commune séparée se pose néanmoins, notamment du fait des dégâts et du peu de moyens dont dispose la petite commune de Bourtzwiller pour se relever. Une consultation populaire a lieu le 17 juin 1945. Elle n’a pas de valeur juridique, mais permet de sonder la population sur l’idée d’un rattachement à Mulhouse. Celle-ci, qui est soutenue par la SFIO, emporte l’adhésion de 62,7 % des votants.
Elle va être préparée par la nouvelle municipalité, conduite par Edmond Baumann, cheminot et un des leaders syndicalistes ouvriers du Haut-Rhin. Élu maire de Bourtzwiller le 23 septembre 1945, il avait fait campagne contre Albert Macker pour le rattachement de la commune à celle de Mulhouse.
Le Conseil d'État prononce le 2 septembre 1947 le rattachement de l'ancienne commune de Bourtzwiller à celle de Mulhouse. L'ancienne place du village est rebaptisée pour l'occasion « place du Rattachement ».

### Depuis 1947: un quartier de Mulhouse
L'urbanisation de Bourtzwiller, jusqu'alors progressive, s'intensifie à compter de la fin des années 1940 avec la construction de grands ensembles dans toute la partie est de l'ancienne commune – le quartier dit des 420, en référence au nombre de logements construits autour de la rue Pierre-Brossolette en 1964-1965, est particulièrement emblématique. 
Ces grands ensembles se trouvent rapidement coupés du centre de Mulhouse par la construction de l'autoroute A36 au sud, et de la commune voisine d'Illzach, par la construction d'une voie rapide à l'est (D430). 
La mise en service de la ligne 1 du tramway de Mulhouse en 2005 contribue cependant au désenclavement du quartier.
Un vaste plan de requalification urbaine a par ailleurs été lancé en 2007 dans le quartier des 420, dont certains bâtiments sont rasés pour laisser la place à un habitat plus diversifié et à un écoquartier voué au développement durable. Une partie des anciens locaux de Manurhin sont quant à eux transformés en lofts. 
Des problèmes de violences urbaines et de grand banditisme, notamment dans le domaine de trafic de stupéfiants (facilité par la frontière) étant récurrents, le quartier est classé en zone de sécurité prioritaire le 15 novembre 2012.

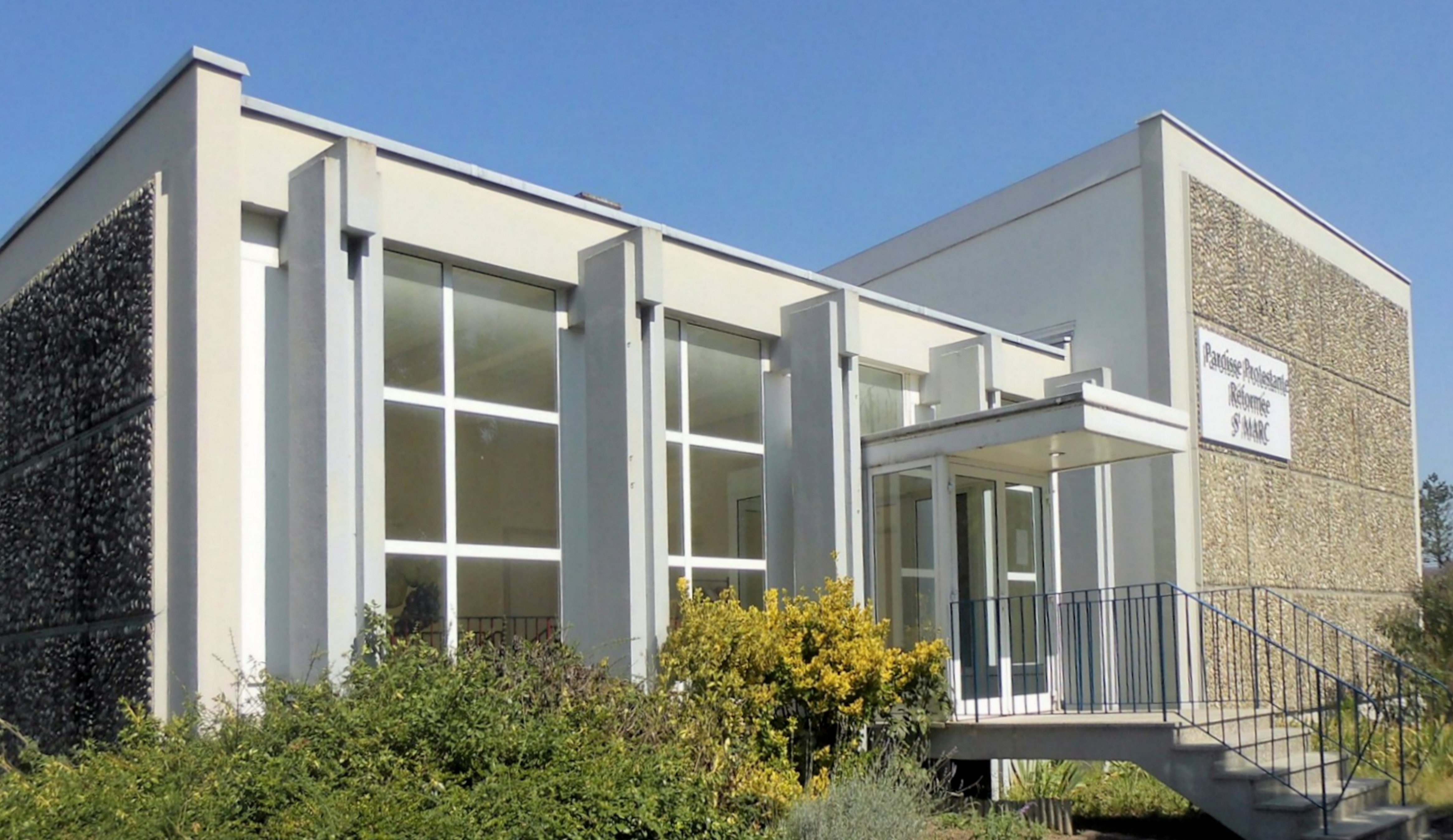
L'église Protestante Reformée.

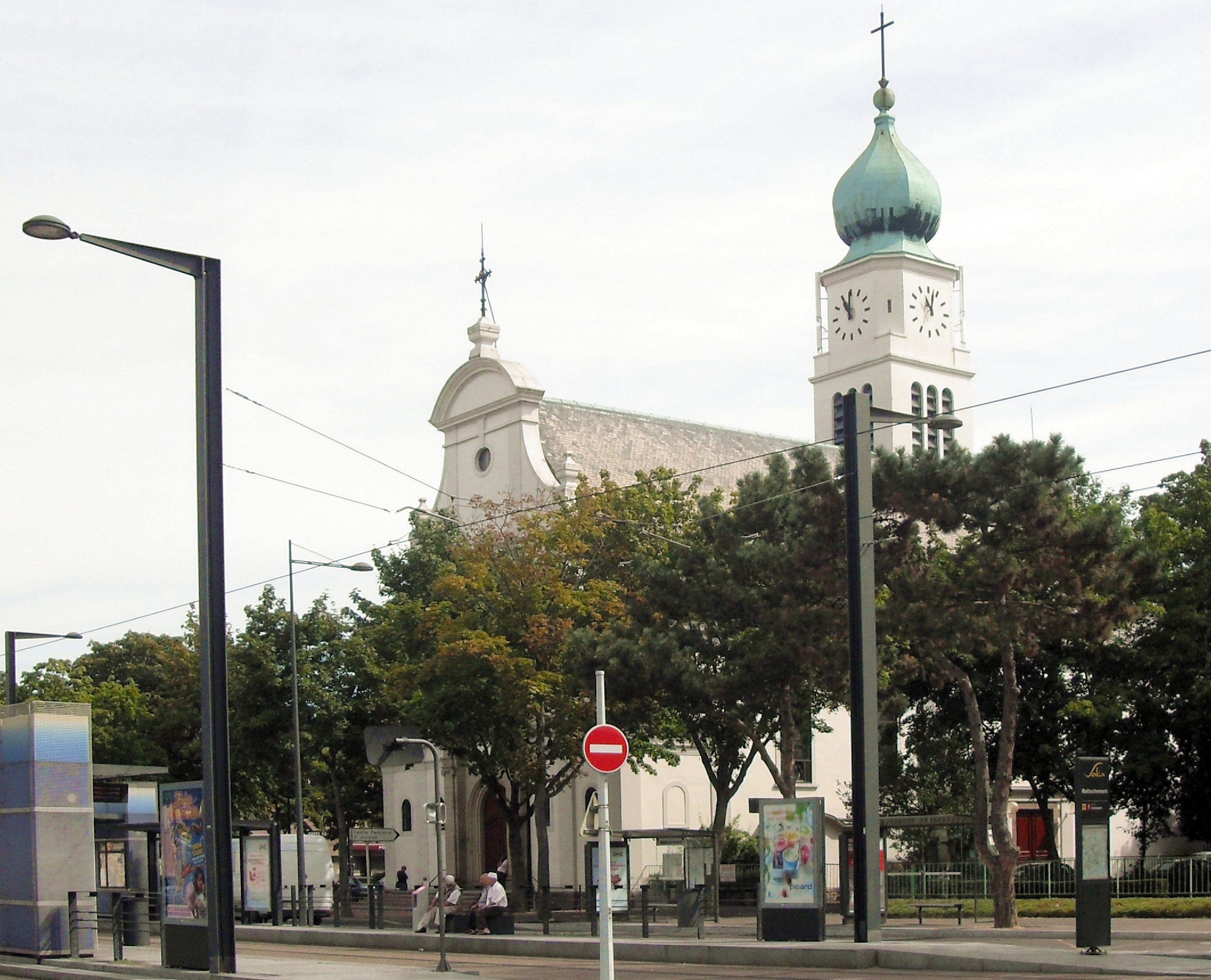
L'église Saint-Antoine, côté sud-ouest

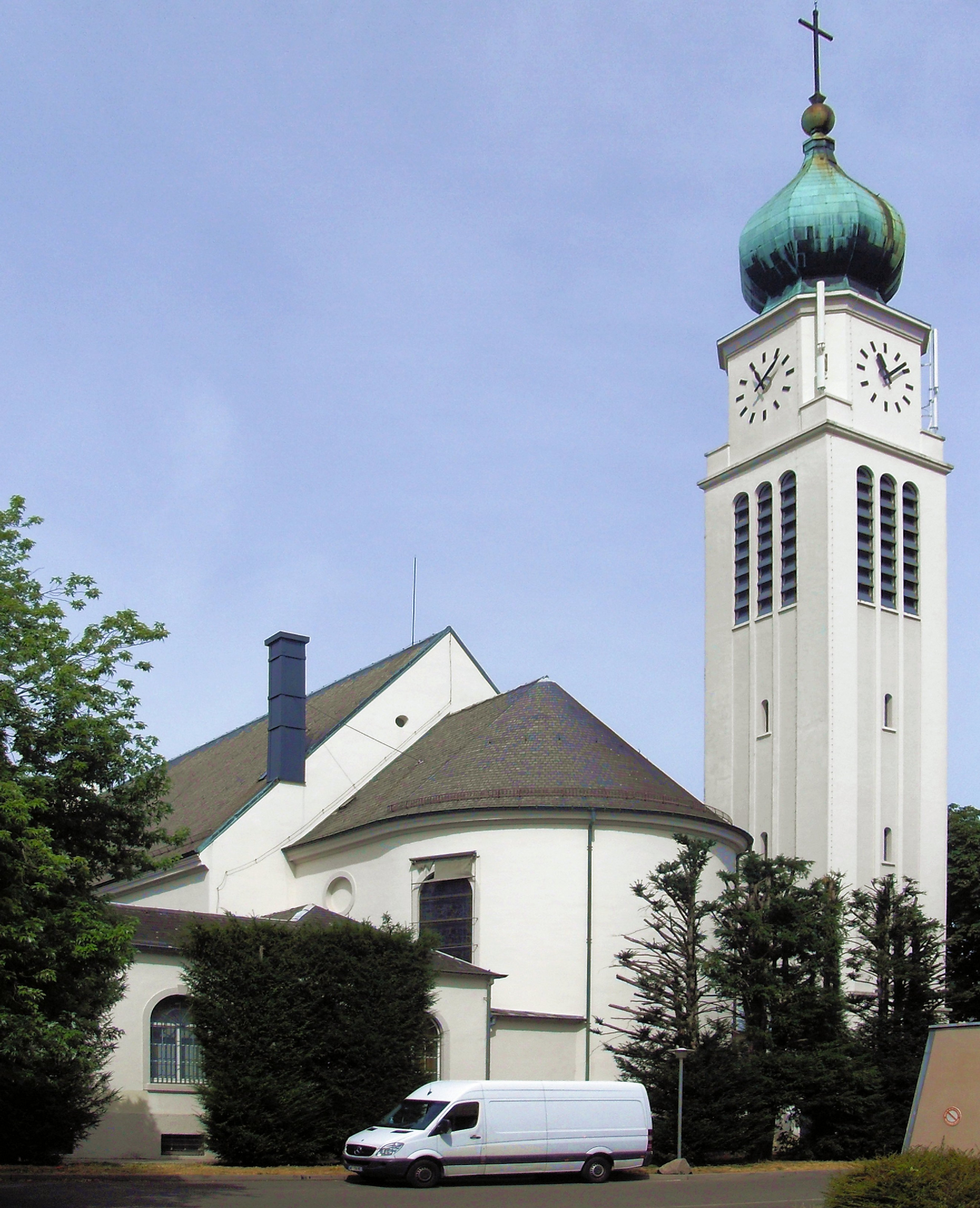
L'église Saint-Antoine, côté sud-est

## Politique et administration

### Élections municipales et communautaires
Les premières élections municipales ont lieu en 1928. Le premier tour voit s’opposer la liste des partis bourgeois réunis, celle des socialistes radicaux et celle des communistes. Le taux de participation au premier tour, le 28 octobre est de 78,5 % des 702 inscrits. En l’absence de majorité absolue, un second tour opposant le parti bourgeois aux socialistes-radicaux est organisé le 4 novembre. La participation est de 72,6 % et la liste bourgeoise est élue avec 58,6 % des voix exprimées. Albert Macker, cadre de Manulaine, est élu maire le 9 novembre. il est réélu lors des élections municipales de 1929.

## Équipements et services publics

### Enseignement
La première école de Bourtzwiller est construite entre 1930 et 1932 et compte alors dix-huit classes.

### Justice, sécurité, secours et défense
Les services de secours se développent à Bourtzwiller dans les années 1930, avec la construction d’un dépôt d’incendie et d’un poste de secours géré par la Société Samaritaine.

## Population et société

### Démographie
Le hameau compte 80 habitants vers 1830 puis 535 en 1875. En 1920, 2 100 des 3 800 habitants d’Illzach vivent à Bourtzwiller. La commune compte 3 504 habitants en 1931, puis 4 206 en 1936. En 1946, la population est de 3 905 habitants.

### Sports et loisirs
De 1921 à 1979, le stade du Football Club de Mulhouse est situé à Bourtzwiller. Construit entre 1920 et 1921, le terrain de football se voit ajouter en 1934 une piste de course à pied de 366 m et une tribune en béton.

## Économie

### Activités disparues

#### Tuilerie-briqueterie
Bourtzwiller tire son origine de l’exploitation de l’argile au pied de la colline du Haulacker. La tuilerie Burtz, construite en 1779, donne naissance au hameau. Elle disparaît en 1852, mais une briqueterie est construite à peu de distance quelques années plus tard par Antoine Tranzer. Les Tranzer produisent initialement les briques à la main de manière artisanales, mais industrialisent rapidement la production : ils construisent ainsi le premier four à feu continu à grand rendement de la région en 1872 et la production est entièrement mécanisée à partir de 1897. La production de briques à Bourtzwiller est ainsi d’environ 500 000 unités par an dans le dernier quart du XIXe siècle, mais de 2 500 000 000 au début des années 1930. L’activité disparaît peu de temps après avec la fermeture des usines Tranzer en 1937.

#### Textile
L’usine d’impression sur étoffe Bernoville Frères, Larsonnier et Chenest est construite le long de la route reliant Mulhouse à Colmar en 1855. Elle devient une filature et un tissage de laine en 1873 sous le nom Bertrand & Cie. Une autre filature de laine est créée rue de Kingersheim en 1893, d’abord nommée Kuneyl, Huber & Cie, puis Manulaine et enfin Établissements Bernheim. Au début du XXe siècle, elle emploie 470 ouvriers.

#### Aviation
En 1909, les mulhousiens George Chatel, Charles Laemmlin et Émile Jeannin achètent un biplan Farman et obtiennent une licence de fabrication de ce modèle. Ils créent alors le 10 décembre la société Aviatik et entament la production sur un terrain acheté par Chatel en 1905 à côté du pont de Bourtwiller. L’entreprise se développe rapidement et, après avoir produit des avions Farman et Hanriot sous licence, produits ses propres appareils au rythme de six à sept exemplaires par semaine et enchaîne les records. La Première Guerre mondiale empêche toutefois l’industrie aéronautique de se développer davantage à Bourtwiller : l’usine est réquisitionnée par les autorités militaires puis évacuée en Allemagne et disparaît à la fin de la guerre.

#### Équarrissage
Un atelier d’équarrissage s’installe au lieu dit Kaibenacker, actuelle rue de Calais, à la fin du XIXe siècle. D’une superficie initiale d’un hectare, l’atelier produit des farines animales, des peaux tannées et des colles à partir des déchets de boucherie. Il traite d’abord les déchets de la ville de Mulhouse, puis étend progressivement ses activités à l’ensemble du Haut-Rhin. La croissance urbaine rend toutefois la cohabitation de l’usine, qui génère d’importantes nuisances, notamment olfactives, avec les habitants de plus en plus difficile. Elle est ainsi délocalisée à Merxheim en 1956.

## Patrimoine et sites remarquables

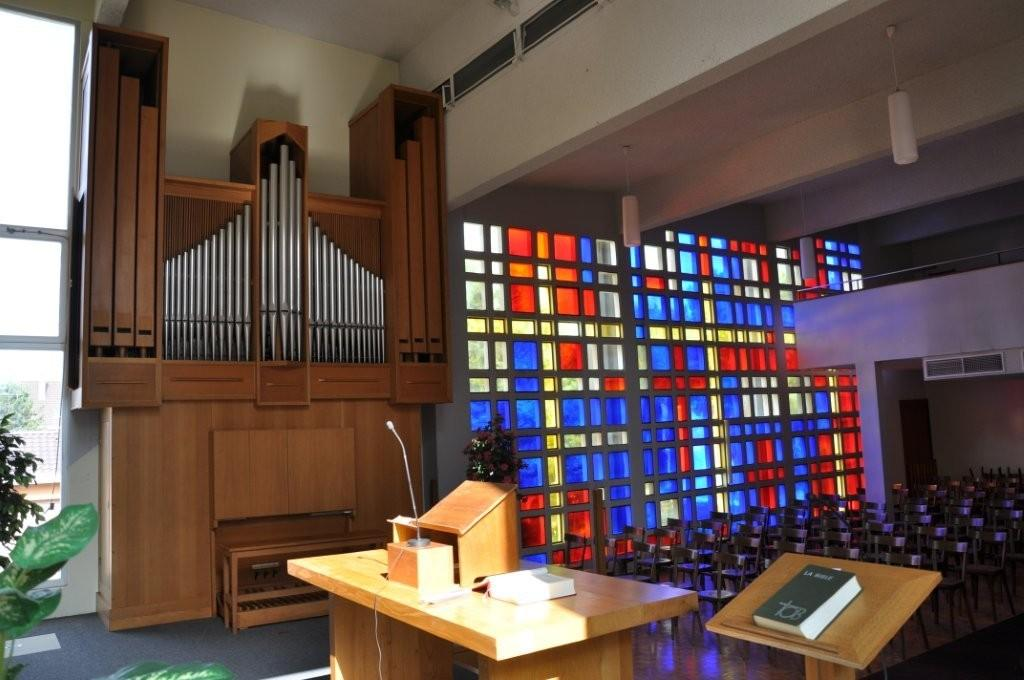
Intérieur de la chapelle réformée Saint-Marc

- La Chapelle Saint-Marc (rue des Romains), construite en 1968, abrite un orgue du facteur Kern. Cet orgue néo-baroque avait été réalisé en 1973 pour la chapelle Saint-Pierre (quartier Drouot, Mulhouse). Afin de réduire les coûts du projet, le facteur d'orgues utilisa du métal récupéré sur des tuyaux de l'orgue du temple Saint-Jean de Mulhouse qu'il avait restauré en 1972. Cet instrument a été mis à disposition de la paroisse de Bourtzwiller en juillet 2011 et inauguré le 16 octobre de la même année[31].
- l'Église Saint-Antoine (rue de Soultz).
- l'Église Sainte-Claire (rue de Dieppe).

Bourtzwiller comprend également une mosquée du nom de Mosquée koba. La Mosquée Koba de Mulhouse-Bourtzwiller a été fondée en 2001. Elle est gérée par l'Association « Foi & Pratique » sise au 69 rue Pierre Brossolette 68200 Mulhouse, l'association existe depuis 1983. Ouverte aux fidèles depuis avril 2003, la Mosquée Koba à Mulhouse est la première mosquée de l'Alsace.
Financée par le Conseil Général du Haut-Rhin et par l’association de fidèles musulmans « Foi et Pratique », cette Mosquée à Mulhouse se situe en direction du quartier Bourtzwiller non loin du supermarché Prix Bas et face au stade de football du club CS Bourtzwiller.  
Avec une superficie de 500 m2, la Mosquée Koba peut accueillir plus de 500 personnes avec un bureau, un réfectoire et 2 salles d’ablutions pour hommes et femmes. Elle est recouverte de marbre avec un dôme central de verre. Son nom Koba signifie « coupole ».
Ses missions sont d'apporter une lecture de l’islam conforme aux préceptes du Coran et de son prophète Mahomet, et développer des activités culturelles au sein du quartier favorisant les échanges intercultuels.